# La indomable (telenovela venezolana)
La indomable es una telenovela venezolana realizada por el canal RCTV, en el año de 1972, dirigida por Juan Lamata sobre una historia original de Inés Rodena y protagonizada por Marina Baura y Elio Rubens, con la participación antagónica de Bárbara Teyde. Está basada en la radionovela del mismo nombre escrita por la cubana Inés Rodena.

## Trama
María de la Cruz (Maricruz) Olivares es una muchacha pobre y analfabeta que vive en el campo con sus abuelos y su hermana, a pesar de su extrema pobreza es sumamente feliz. Un día conoce al apuesto aviador Octavio Narváez y se enamora de él. Octavio al conocer a Maricruz siente cariño y compasión por su pobreza y analfabetismo, pero su cuñada, la terrible y malvada Lucía Santibáñez de Narváez la odia nada más conocerla. 
Porfirio Narváez, hermano mayor de Octavio y dueño de la hacienda que ambos heredaron de sus padres está empeñado en casar a Octavio con la fea pero multimillonaria Simona, pues los Narváez están a un paso de la ruina. Octavio se niega al matrimonio impuesto y por venganza se casa con Maricruz y la lleva a vivir consigo a la casa grande. Allí Maricruz es víctima de burlas y humillaciones por parte de Lucía y de la hermana de ésta, Esther Santibáñez. No obstante Maricruz, lejos de bajar la cabeza se defiende como una leona y responde a cada humillación con gritos y golpes, por lo que todos la llaman "La Indomable".
Octavio acaba avergonzándose del carácter salvaje de su esposa, de modo que la abandona y se va de viaje. Lucía aprovecha la ausencia de Octavio para ir a buscar a Maricruz, a la que muestra un collar de perlas y obligarla a sacarlo de un charco de lodo con los dientes diciéndole que la joya pertenecía a la adorada madre de Octavio y Porfirio. Posteriormente consigue mandarla a la cárcel acusándola injustamente de robar ese collar. 
La Indomable, encerrada tras las rejas descubre que está embarazada. Mientras tanto Lucía incendia la casita de Maricruz y sus abuelos y hermana mueren quemados. Al quedar en libertad Maricruz se va a Caracas con lo único que le queda de sus abuelos: Un cofrecito viejo y pequeño lleno de fotos y una vieja carta en un papel amarillento. 
Al llegar a la gran ciudad Maricruz entra a trabajar como sirvienta sin saberlo a la casa de su verdadero padre, don Arturo Falcón. El anciano, que lleva años buscando a su hija perdida tampoco sabe que su sirvienta es su hija pero descubre la verdad por casualidad, pues la carta que lleva Maricruz en su cofrecito lo revela todo. El hombre decide pulir y educar a Maricruz y es así como la convierte en una gran dama de sociedad. Maricruz, ya transformada cambia su nombre por el de Morgana Falcón y le pide a su padre que la deje ir a salvar el casino que le pertenece. Don Arturo se niega al principio pero finalmente accede. 
Maricruz llega al casino convertida en una mujer exótica y poderosa. Todos los hombres se enamoran de ella, incluso el poderoso Maharajá de Capultana quien desea casarse con ella y llevársela a su fascinante país pero Maricruz, aunque coquetea con él lo mantiene a raya. También está allí Octavio, que queda impactado al verla pero duda de que sea la misma joven salvaje de la que él se burló y abandonó. Maricruz, ahora con otro nombre y personalidad decide vengarse de él y lograr que se enamore de ella para después abandonarlo, cosa que logra con éxito.
Poco después don Arturo fallece; su hija llora su muerte pero al ser su heredera universal se convierte en una mujer millonaria y poderosa, dueña de todos sus negocios. Tras despedir del casino a un socio estafador, le revela su verdadera identidad a Octavio. Este, que la ama ahora con todas sus fuerzas sufre por su rechazo. Al mismo tiempo, a medida que su embarazo avanza Maricruz oculta su estado utilizando ropa ancha. Cuando llega el momento del parto Maricruz da a luz una niña, pero no le dice nada a Octavio.
Tiempo después Maricruz se va a la hacienda de los Narváez, que ahora está en ruinas e hipotecada; compra la hipoteca y deja a Porfirio y Lucía en la calle. Lucía desesperada ante la pobreza y viéndose humillada por Maricruz le ruega que le dé dinero para operar a su hijo, que ha sufrido una fractura de cráneo. A pesar del gran odio que "La Indomable" siente por los Narváez accede a pagar la operación del niño y le firma un cheque, pero le dice que si quiere salvar a su hijo debe sacar el cheque de un charco de lodo con los dientes, a lo que Lucía debe acceder. 
Días después, cuando Lucía sale de compras toma un taxi, pero se estrella al desviar un camión y Lucía queda atrapada en el vehículo en llamas; al final consigue salir pero acaba muriendo quemada, exactamente como murieron los abuelos y la hermana de Maricruz. Al enterarse de la muerte de su hermana Esther enloquece. Maricruz por fin logra vengarse de todos sus enemigos.
Poco después Octavio se estrella con su avión en la selva y Maricruz, que nunca ha dejado de amarlo sale a buscarlo. Octavio es encontrado y se recupera del accidente, pero por despecho se casa con Simona, lo que deja destrozada a Maricruz. Sin embargo se descubre que Simona sufre un tumor cerebral; tras operarse exitosamente, Simona renuncia a Octavio al comprender que él nunca dejará de amar a "La Indomable". Finalmente Octavio se entera de que Maricruz tuvo una hija de él; superados todos los problemas Maricruz y Octavio son felices para siempre.

## Elenco
- Marina Baura ... María de la Cruz (Maricruz) Olivares / Morgana Falcón
- Elio Rubens ... Octavio Narváez
- Bárbara Teyde ... Lucía Santibáñez de Narváez
- Carlos Márquez ... Porfirio Narváez
- Agustina Martín ... Raiza
- Guillermo González
- Luis Calderón ... Don Arturo Falcón
- María Teresa Acosta
- Enrique Benshimol ... Arturo Falcón
- Tomás Henríquez ... Pierre
- Marisela Berti ... Lucy
- Martha Olivo ... Santa Antúnez
- Yolanda Muñoz ... Esther Santibañez
- Carlos Olivier
- Yolanda Méndez
- Mario Santacruz ... Abuelo Olivares
- Paula D'arco ... Simona Irazábal
- Laura Zerra
- Edmundo Valdemar
- Cristina Fontana
- Wendy Torres ... Violeta Olivares
- María Antonieta Gómez
- Eduardo Gadea Pérez
- Rafael Briceño
- Guillermo Ferrán
- Manolo Coego ... Maharajá de Capultana
- Jimmy Verdum ... Mohamed
- Dolores Beltrán
- Carmen Victoria Pérez ... Natacha
- Alejandro Mata
- Mauricio González
- Humberto Tancredi
- Alexis Escámez ... Perico
- Jean Polanco
- Francis Rueda
- Margarita Malvic

## Versiones
La Indomable está basada en la Radionovela del mismo nombre escrita por Inés Rodena. Estas son las versiones que se han hecho para la Televisión.
- La Venganza fue una telenovela realizada por Televisa en el año de 1977. Producida por Valentín Pimstein, y protagonizada por Helena Rojo y Enrique Lizalde.

- Rosa salvaje (1987), esta telenovela fue una fusión de La Indomable y La Gata, ambas escritas por Inés Rodena.

- Marimar fue una telenovela realizada por Televisa en el año de 1994. Producida por Valentín Pimstein, y protagonizada por Thalía y Eduardo Capetillo.

- Gata salvaje producida por Venevisión en 2002, ambientada en Miami y protagonizada por Marlene Favela y Mario Cimarro.  Esta versión fue una fusión de La Indomable, La gata y La galleguita, todas escritas por Inés Rodena.

- Marimar fue una telenovela realizada por GMA Network en el año de 2007. Producida por Wilma Galvante y protagonizada por Marian Rivera y Dingdong Dantes.

- Alma indomable, Venevisión, Venezuela, y Univision, Estados Unidos, 2008) protagonizada por Scarlet Ortiz y José Ángel Llamas (Original basado en La indomable, escrita por Alberto Gómez)

- Corazón Indomable, nueva versión realizada por la productora Nathalie Lartilleux para Televisa en el año 2013 con las actuaciones protagónicas de Ana Brenda Contreras y Daniel Arenas.

- Marimar fue una telenovela realizada por GMA Network en el año de 2015. Producida por Roy Iglesias y protagonizada por Megan Young y Tom Rodríguez.

## Transmisiones
- La indomable se transmitió a las 7:00 de la noche en Venezuela y agarró primer lugar. Competía en el mismo horario contra Una muchacha llamada Milagros de Delia Fiallo y ganaba La indomable.
- Bárbara Teyde, que hacía el papel de la villana Lucía Narváez, a mitad de telenovela recibió una tentadora oferta del canal VTV y renunció a RCTV. Es por eso que tuvieron que inventarle que muriera quemada y sacarla de la trama abruptamente.
- En Puerto Rico se transmitieron simultáneamente, por canales diferentes (Telecadena Pérez Perry y Telemundo) y horarios diferentes La indomable y La venganza (primera versión mexicana de La indomable) a finales de la década del 70.